# Joseph Taylor Robinson

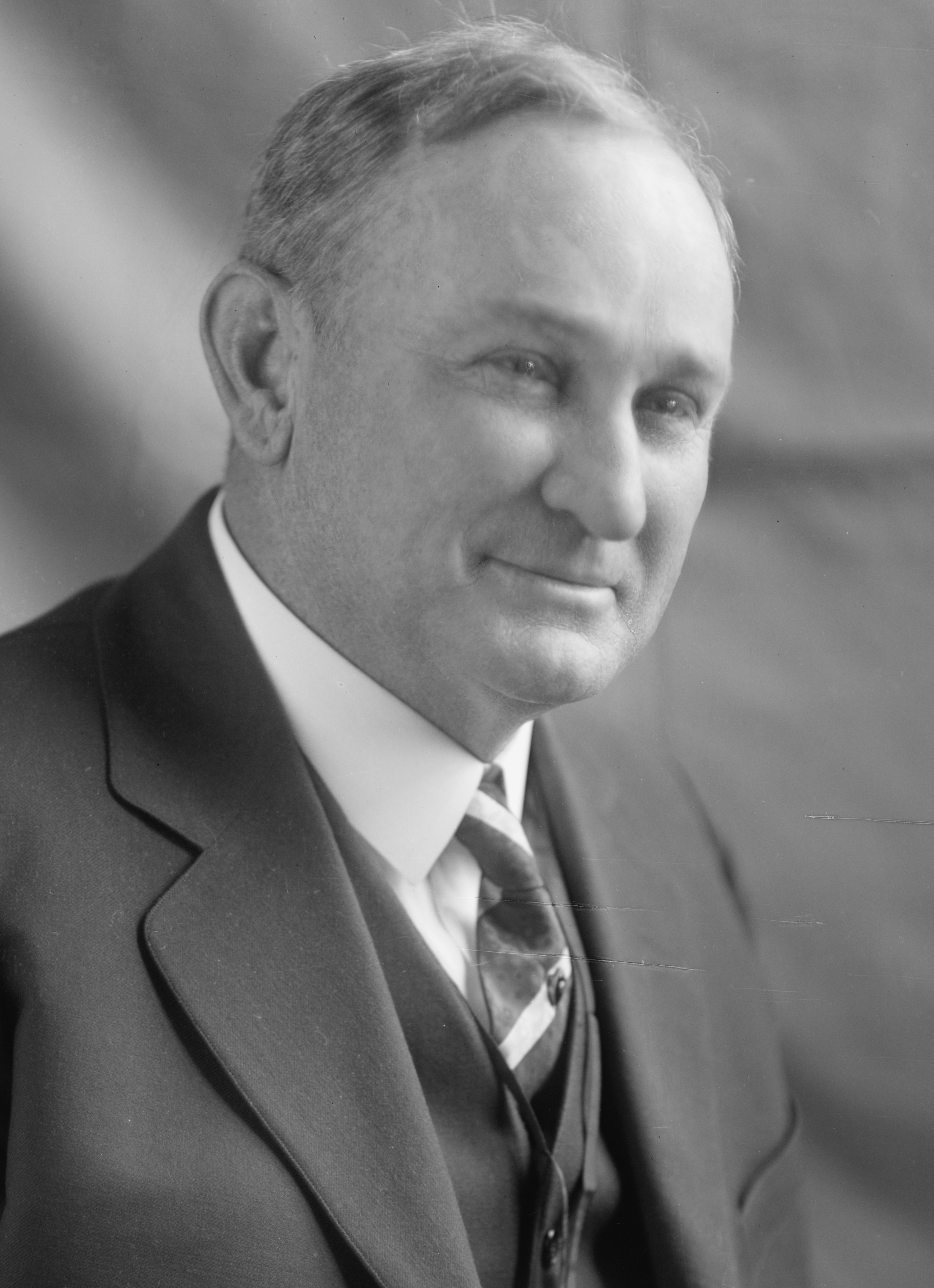
Joseph Robinson

Joseph Taylor Robinson (* 26. August 1872 in Lonoke, Lonoke County, Arkansas; † 14. Juli 1937 in Washington, D.C.) war ein US-amerikanischer Politiker und 1913 Gouverneur von Arkansas sowie anschließend US-Senator.

## Frühe Jahre und politischer Aufstieg
Joseph Robinson besuchte zunächst die Schulen seiner Heimat, ehe er an der University of Arkansas in Fayetteville studierte. Nach einem Jurastudium an der University of Virginia wurde er 1895 als Rechtsanwalt zugelassen. Anschließend praktizierte er in seinem Geburtsort Lonoke.
Robinson war Mitglied der Demokratischen Partei und wurde 1894 für eine Amtszeit in das Repräsentantenhaus von Arkansas gewählt. Danach war er wieder als Rechtsanwalt tätig. Im Jahr 1902 wurde er in das US-Repräsentantenhaus in Washington gewählt. Dort blieb er bis Januar 1913. Im Jahr 1912 gewann er die Wahl zum Gouverneur von Arkansas. Seine Amtszeit begann am 16. Januar 1913. Aus diesem Grund trat er zwei Tage zuvor von seinem Mandat im Repräsentantenhaus zurück.

## Gouverneur von Arkansas
Joseph Taylor blieb nur bis zum 8. März 1913 Gouverneur seines Staates, weil er am 28. Januar für den kurz zuvor verstorbenen Senator und Ex-Gouverneur Jeff Davis in den US-Senat gewählt worden war. Robinson war übrigens der letzte US-Senator, der von einem Staatsparlament gewählt wurde; noch im Jahr 1913 wurde durch den 17. Verfassungszusatz die Direktwahl der Senatoren durch das Volk vorgeschrieben. In seiner kurzen Zeit als Gouverneur wurden die Voraussetzungen zur Fertigstellung des Kapitols in Little Rock geschaffen. Der Auftrag dazu erging an den Architekten und Ex-Gouverneur George Donaghey. Mit dem Bureau of Labor Statistics wurde ein Arbeitsamt gegründet. Außerdem entstand mit der Highway Commission eine neue Unterabteilung, die sich um den Ausbau der Fernstraßen kümmerte.

## Weiterer Lebenslauf
Vom 4. März 1913 bis zu seinem Tod im Juli 1937 verblieb Robinson im Senat. Dort war er Mitglied verschiedener Ausschüsse und zeitweise Fraktionsvorsitzender der demokratischen Senatoren. Seine Partei nominierte ihn im Jahr 1928 als Kandidaten für die Vizepräsidentschaft. Da aber der Spitzenkandidat Al Smith dem Republikaner Herbert C. Hoover unterlag, blieb Robinson dieses Amt versagt. In den 1930er Jahren war er ein Anhänger von Franklin D. Roosevelt und dessen New-Deal-Politik.